# Run for Your Life
A Run for Your Life az angol rockzenekar, a The Beatles dala az 1965-ös Rubber Soul albumról. Elsősorban John Lennon írta, bár Lennon–McCartney szerzeményként hivatkoznak rá.

## A szöveg
A dal szövege fenyegető hangot ad az énekes meg nem nevezett barátnője felé (a dalban végig "little girl" jelzővel emlegetik), azt állítva, hogy "I'd rather see you dead, little girl, than to be with another man." A sor egy korai Elvis Presley dalból, a Baby Let's Play House-ból származik (amelynek szövegét Arthur Gunter írta).

## A dal szerkezete és rögzítése
Ez volt az első dal, amelyet a Rubber Soul ülésen rögzítettek 1965. október 12.-én; amikor még a Norwegian Wood (This Bird Has Flown) című dalt szintén is rögzítették. A dalnak csak egy szakasza van, amely egy vers-refrén kombináció, a gitárduett pedig egy hatütemes bluesra emlékeztet. A Rubber Soul többi dalához hasonlóan Paul McCartney is a háromszólamú harmónia magasabb hangterjedelemben énekli.

## Megjelenése és fogadtatása
A Rubber Soul album 1965. december 3.-án jelent meg, és a Run for Your Life című szerzemény az album záródala volt. A megjelenése óta a dal vegyes visszhangot váltott ki a zenekritikusoktól. Lennon egy 1973-as interjúban a "legkevésbé kedvenc Beatles-dalaként" jelölte meg. Azt is kijelentette, hogy annak idején George Harrison egyik kedvence volt a Rubber Soulban, annak ellenére, hogy Lennon nem szerette. Ian MacDonald bírálta az énekes teljesítményt, és a következő megjegyzéseket fűzte a gitárhoz: "A gitármunka – amely néhány helyen bántóan hamis – ugyancsak nyers, a szándékolatlan egyszerű blues szóló arra utal, hogy nem Harrison, hanem maga Lennon játszotta." Thomas Ward az AllMusic-tól hasonlóan bírálta a dalt, és a Rubber Soul "vitathatatlanul leggyengébb darabjának" nevezte, és az egyik "kisebb tételnek az egész Lennon–McCartney daloskönyvben". Ward tovább kritizálta a dal szövegét, „elcsépeltnek” nevezve, a dallamot pedig „nyájasnak és érdektelennek” nevezve. Noha dicsérte Lennon vokális teljesítményét és Harrison "szép" gitárszólamát, a dalt "a Beatles egyik legelhagyhatatlanabb elemének" tartotta. A Beatles soha nem adta elő a dalt élőben.

## Közreműködött
Ian Macdonald szerint:
John Lennon – ének, akusztikus ritmus gitár
Paul McCartney – vokál, basszusgitár
George Harrison – vokál, szólógitár(?)
Ringo Starr – dob, tamburin

## Feldolgozások
A dal 1966-os változata Nancy Sinatra előadásában megjelent a Boots című albumán. Bár országosan nem került fel a listára, ez a verzió regionális sikereket ért el olyan állomásokon, mint a WPTR.
A dalt a Gary Lewis & the Playboys is felvette She's Just My Style című albumukra, amely 1966 márciusában jelent meg. Johnny Rivers is feldolgozta az 1966-os ...And I Know You Wanna Dance élő albumán. Herman Brood feldolgozta a dalt az 1989-es Hooks című albumán. A Thee Headcoatees 1991-ben a Girlsville albumukon is feldolgozta.

## Fordítás
Ez a szócikk részben vagy egészben  a   Run for Your Life (Beatles song) című angol Wikipédia-szócikk fordításán alapul.  Az eredeti cikk szerkesztőit annak laptörténete sorolja fel. Ez a jelzés csupán a megfogalmazás eredetét és a szerzői jogokat jelzi, nem szolgál a cikkben szereplő információk forrásmegjelöléseként.

## Külső hivatkozás
Allan W. Pollack megjegyzései a Run For Your Life dalról
The Beatles - Run For Your Life a Youtube-on